# Фадиљ Хоџа
Фадиљ Хоџа (алб. Fadil Hoxha; Ђаковица, 15. март 1916 — Приштина, 22. април 2001) био је учесник Народноослободилачке борбе, друштвено-политички радник СФР Југославије и САП Косова, јунак социјалистичког рада и народни херој Југославије.

## Биографија
Рођен је 15. марта 1916. године у Ђаковици, где је завршио основну школу и први разред гимназије. Године 1929. власти су затвориле гимназију у Ђаковици, а пошто није имао материјалних средстава да школовање настави у другом граду, напустио је школу и запослио се као трговачки помоћник. Године 1932, заједно са својим другом Емином Дуркаом, отишао је илегално у Албанију, да би наставио школовање на матерњем језику.

### Живот у Скадру
За време школовања у Државној гимназији Скадру, укључио се у револуционарни омладински покрет, због чега је 1936. године искључен из гимназије. Потом је уписао учитељску школу у Елбасану, где је наставио револуционарну активност и постао један од руководилаца „Скадарске комунистичке групе“. Априла 1939. године, приликом италијанске окупације Албаније, Фадиљ је учествовао у организовању батаљона добровољаца, који су хтели да се супротставе фашистичкој агресији.
После окупације Албаније, организовао је и руководио организацијама „Скадарске комунистичке групе“ у Елбасану. Посебно је радио на организовању антифашистичке омладине у Учитељској школи. Заједно са Емином Дураком, добио је августа 1939. године, задатак да оду на Косово и успоставе везе са Комунистичком партијом Југославијом. По доласку на Косово ступају у контакт са Миладином Поповићем и Бором Вукмировићем, члановима Обласног комитета КПЈ за Косово и Метохију. Потом је све до 1940. године, када је због погоршања односа између Италије и Југославије затворена граница, радио на вези између КП Југославије и комунистичких група Албаније.

### Народноослободилачка борба
Средином марта 1941. године, поново је добио задатак да оде на Косово и успостави везу са КПЈ. Пошто га је доласком на Косово, затекао Априлски рат и окупација Краљевине Југославије, одлучује у договору са Обласним комитетом КПЈ за КиМ, да остане на Косову и истовремено одржава везу између КПЈ и албанских комуниста. По доласку у родну Ђаковицу, извесно време је радио као учитељ, и у непосредном контакту с масама, нарочито омладином, развија антифашистичке идеје. Приликом организовања Месног комитета КПЈ за Ђаковицу, 1941. године, изабран је за секретара. Крајем 1941, прешао је у илегалност и с терена руководио радом Месног комитета, организовањем оружаних група и др.
Априла 1942. године изабран је у Биро Обласног комитета КПЈ за Косово и Метохију, али је и даље наставио да дужност секретара МК КПЈ за Ђаковицу. После акције сечења телеграфско-телефонских веза у Ђаковици и растурања великог броја партијских летака, почетком маја 1942. године, ухапшен је, али 9. маја успева са побегне из италијанског затвора. После тога одлази у северну Албанију где је радио на формирању оружаних група. Потом по директиви ОК КПЈ за КиМ, одлази у околину Урошевца, где се тада налазио Биро Обласног комитета и заједно са осталим члановима ради на организовању и јачању Народноослободилачке борбе на Косову и Метохији.
Крајем септембра 1942. године када је формиран Партизански одред „Зејнел Ајдини“, именован је најпре за политичког комесара, а нешто касније и за команданта овог Одреда. Јануара 1943. године прелази на дужност команданта Партизанског одреда „Емин Дураку“. Од краја октобра 1942. године био је командант Привременог војног штаба НОП одреда Косова и Метохије, а априла 1943. године је од стране Врховног штаба НОВ и ПОЈ постављен за команданта Главног штаба Народноослободилачке војске и партизанских одреда Косова и Метохије. Као командант Главног штаба руководио је партизанским одредима и бригадама на територији Косова и Метохије, а крајем 1944. године је учествовао у координисаним акцијама са дивизијама НОВ Југославије и НОВ Албаније за ослобођење Косова и Метохије.
После успостављања Војне управе на Косову и Метохији, фебруара 1945. године, постављен је за заменика команданта.

### Послератни период
После ослобођења Југославије, завршио је Вишу партијску школу „Ђуро Ђаковић“ и обављао је високе државно-партијске функције у покрајинским органима Социјалистичке Аутономне Покрајне Косово и федералним органима Социјалистичке Федеративне Републике Југославије: 
- председник Обласног Народног одбора Косова и Метохије, 1945.
- први председник Обласног народног одбора Аутономне Косовско-метохијске области, од 1945. до 1953;
- први председник Извршног већа Аутономне Покрајине Косово и Метохија, од 1953. до 1963;
- члан Савезног извршног већа, од 1963. до 1967;
- председник Народне скупштине Социјалистичке Аутономне Покрајине Косово, од 1967. до 1969. године;
- члан Председништва Социјалистичке Федеративне Републике Југославије, од 1972. године, а од 15. маја 1978. до 15. маја 1979. године био је потпредседник Председништва СФРЈ.

Од 1945. до 1969. године биран је са савезног народног посланика. Био је члан Централног комитета Савеза комуниста Србије, члан Централног комитета и Председништва Савеза комуниста Југославије. Као председник Покрајинске скупштине, био је председник Покрајинске статутарне комисије која је 1968. године припремила Уставни закон Социјалистичке Аутономне Покрајине Косово, а био је и члан Савезне координационе комисије за уставне промене. Био је члан Савета народне одбране и имао је чин генерал-мајора ЈНА у резерви.
Године 1981. после албанских демонстрације на Косову и Метохији, Фадиља Хоџу је руководство Савеза комуниста Југославије критиковало „због пропуста у сузбијању албанског национализма“. После доласка на власт Слободана Милошевића, иако у пензији, постао је мета бројних политичких напада који су га означавали као „националисту и присталицу сецесионизма“. Најпре је 1987. искључен из Савеза комуниста, а потом је 1991. ухапшен и изведен пред суд.
Умро је 22. априла 2001. године у Приштини, а сахрањен је у родној Ђаковици.

## Књиге и одликовања
У току Народноослободилачке борбе био уредник и активни сарадник листова „Zani i populit“, „Zani“ i „Lirija“. сарађивао је и у другим листовима Народноослободилачког покрета који су излазили током НОБ-а. После рата је такође сарађивао у многим часописима, а писао је и књиге.
Књигу „У својој смо кући“ (алб. Ne stepine tone) објавио је 1972. године. Део свог партизанског дневника објавио је 1980. године у књизи „Кад пролеће касни“ (алб. Kur pranvera vonohot). Исте године ТВ Приштина је по мотивима његове књиге снимила истоимену телевизијску серију. Године 1986. издао је три збирке говора и чланка састављених у књигу „Ово је наш дом“ (алб. Jemi ne shtepine ton).
Носилац је Партизанске споменице 1941. и других југословенских одликовања, међу којима су Орден народног хероја, Орден јунака социјалистичког рада, Орден заслуга за народ, Орден братства и јединства и Орден за храброст.
Орденом народног хероја одликован је 6. јула 1953, а Орденом јунака социјалистичког рада 1976. године.